# 勝科工業
勝科工業有限公司，簡稱勝科工業（英語：Sembcorp Industries Limited，SGX：U96），在1998年，由勝寶旺工業有限公司，以及新加坡科技工程有限公司合併成立，也是同年10月5日於新加坡交易所主板上市。而現時由淡馬錫控股有限公司旗下，已持有48.84%（871,200,328股）股權。
而主要業務在全球（包括新加坡及中國大陸等）經營海事、公用事业、综合城镇发展等。主席為洪光华，總裁為邓健辉。總部位於30 Hill Street #05-04 Singapore 179360。旗下上市公司包括勝科海事有限公司。

## 連結
- Sembcorp.com （页面存档备份，存于）